# Mortuary (2005)
Mortuary (Brasil: Mortuária ) é um filme de terror, produzido nos Estados Unidos em 2005, escrito por Jace Anderson e Adam Gierasch e dirigido por Tobe Hooper.

## Sinopse
Uma família os Doyle, que está de mudança para uma pequena cidade, onde lá eles pretendem trabalhar preparando cadáveres na Casa Funerária local, ao lado do cemitério, para serem enterrados. Mas com a chegada da família Doyle na cidade, eles logo percebem que algo, espreita nos subterrâneos da nova casa. Uma estranha substância que sobe do solo toma conta da casa e acaba transformando os vivos em zumbis e fazendo os mortos voltarem a andar.

## Elenco
- Dan Byrd ... Jonathan Doyle
- Denise Crosby ... Leslie Doyle
- Rocky Marquette ... Grady
- Stephanie Patton ... Jamie Doyle
- Alexandra Adi ... Liz
- Courtney Peldon ... Tina
- Bug Hall ... Cal
- Tarah Paige ... Sara
- Michael Shamus Wiles ... Sheriff Howell
- Adam Gierasch ... Mr. Barstow
- Price Carson ... Bobby Fowler
- Lee Garlington ... Rita
- Greg Travis ... Eliot Cook
- Christy Johnson ... Dottie